# Stazione di Chieri
Stazione di Chieri vasútállomás Olaszországban, Chieri településen.

## Vasútvonalak
Az állomást az alábbi vasútvonalak érintik:
- Trofarello-Chieri-vasútvonal

## Kapcsolódó állomások
A vasútállomáshoz az alábbi állomások vannak a legközelebb:
- Stazione di Trofarello (Pont railway station, Stazione di Rivarolo Canavese, Line SFM1)